# Каринторф
Каринторф — микрорайон в составе города Кирово-Чепецка Кировской области. В 1942—1991 годах имел статус посёлка городского типа и был отдельным населённым пунктом.

## География
Расположен в 13 км к востоку от основной центральной части Кирово-Чепецка. Отделён от него рекой Чепцой. Связь Кирово-Чепецка с Каринторфом осуществляется по узкоколейной железной дороге. Из-за отсутствия автомобильного моста через Чепцу круглогодичной автодороги в Каринторф нет, — в летнее время выставляется понтонный мост, зимой намораживают зимник по льду реки.

## История

Размыв полей гидроторфа.

Размыв полей гидроторфа.

Посёлок возник при торфоразработках, которые велись для нужд Кирово-Чепецкой ТЭЦ. Проведённые в 1930-е годы геологические изыскания давали оценку Каринского месторождения как одного из крупнейших — 28,3 млн тонн.
Первые бараки на торфяных болотах были построены в 1930 году. Однако активные работы по строительству посёлка и осушению болот начались лишь 5 лет спустя. В 1942 году с пуском Кирово-Чепецкой ТЭЦ, узкоколейной железной дороги длиной 22 км для вывоза торфа и моста через реку Чепцу, развитие посёлка ускорилось. Первый торф составом из 10 вагонов был доставлен на ТЭЦ 14 декабря 1942 года. Строителям Каринторфстроя необходимо было обеспечить водоснабжение гидроторфа — торфа, размытого водой, высушенного и нарезанного на куски. Нужно было подготовить 500 га полей разлива, построить жильё для размещения рабочих, продолжить строительство железнодорожных путей. Строились насосная станция, прокладывались каналы, водоводы, плотины.
2 октября 1942 года Указом Президиума Верховного Совета РСФСР центральный поселок каринских торфоразработок Слободского района был отнесён к категории рабочих посёлков с присвоением ему наименования «Каринторф», с включением в него посёлков второго и третьего. Название «Каринторф» произошло от наименования близлежащего старинного села Карино и слова торф.
В конце года был добыт первый торф, первый состав из 10 вагонов доставил на ТЭЦ первые 80 тонн торфа 14 декабря 1942 года. Всего добыча торфа за первый год составила 16000 тонн, а в следующем году — в 11 раз больше. Число рабочих (в основном, женщин) доходило до 3 тысяч, при преобладании ручного труда. Электричество вырабатывалось локомобилем, а в 1943 года оно стало поступать с ТЭЦ.
19 октября 1945 года Указом Президиума Верховного Совета РСФСР рабочий посёлок Каринторф был переведен из Слободского района в Просницкий (в дальнейшем — в Нововятский, позже — в Кирово-Чепецкий район). В акте передачи посёлка говорилось:
«Рабочий посёлок Каринторф, включая посёлок Первый, Второй и Третий, в существующих границах с общей территорией 138 км² и населением по данным учёта населения на 15-е ноября 1945 года в количестве 5208 человек полностью передаётся из Слободского в Просницкий район…»
В 1945—1946 годах в посёлке действовал лагерь для немецких и венгерских военнопленных, которые работали на строительстве посёлка и торфоразработках. Их было три с половиной тысячи человек.
В 1950-е годы был совершён переход на добычу фрезерного торфа, для чего в период с 1955 по 1957 годы все поля разлива были реконструированы в поля добычи фрезерного торфа (более 1000 га полей). Применялись экскаваторы и полировочные барабаны, в работу включились сотни механизмов для уборки фрезерного торфа. Наращивается добыча торфа: 1949 год — 350 тысяч тонн, 1955 год — 620 тысяч тонн, 1960 год — 848 тысяч тонн.
Во времена перестройки основное предприятие Каринторфа переживало не лучшие дни, наблюдался резкий спад производства торфа, обусловленный переводом Кировской ТЭЦ-3 на более дешёвый вид топлива — газ. Отдалённые второй и третий посёлки были частично эвакуированы, а к 2000 году полностью опустели.
В 1990 году посёлок Каринторф был присоединён к городу Кирово-Чепецку. Решением Кировского областного Совета народных депутатов № 146 от 27.08.1991 года населённый пункт был упразднён и стал заречным микрорайоном города.
В 2002 году торфопредприятие вошло в состав ЗАО «Вяткаторф». Торф как топливо становился всё менее выгоден, и Кировская ТЭЦ-3 (основной его потребитель) перешла на газовое оборудование. В 2011 году добычу торфа на Каринском участке остановили, пути, ведущие в сторону третьего посёлка — разобрали. 17 февраля 2012 года из Каринторфа был отправлен последний грузовой состав с торфом.

## Население
Первоначальное население посёлка сложилось из направленных на строительство торфоразработок мобилизованных трудового фронта, в основном из Татарстана и Узбекистана. Были и пленные — немцы, венгры, румыны, поляки.
В послевоенное время вернувшихся в родные места заменили жители из близлежащих районов — русские и жившие в соседних сёлах каринские татары.
Пик численности населения посёлка пришёлся на конец 1950-х годов, после чего в связи с возросшей механизацией торфодобычи началось его постоянное снижение.
Население Каринторфа (человек):
| 1959 | 1970 | 1979 | 1989 | 2002 |
| ---- | ---- | ---- | ---- | ---- |
| 5419 | 3915 | 3259 | 2868 | 2300 |

## Известные уроженцы и жители
В Каринторфе родился член-корреспондент АН СССР Б. В. Баталов.

## Фотогалерея

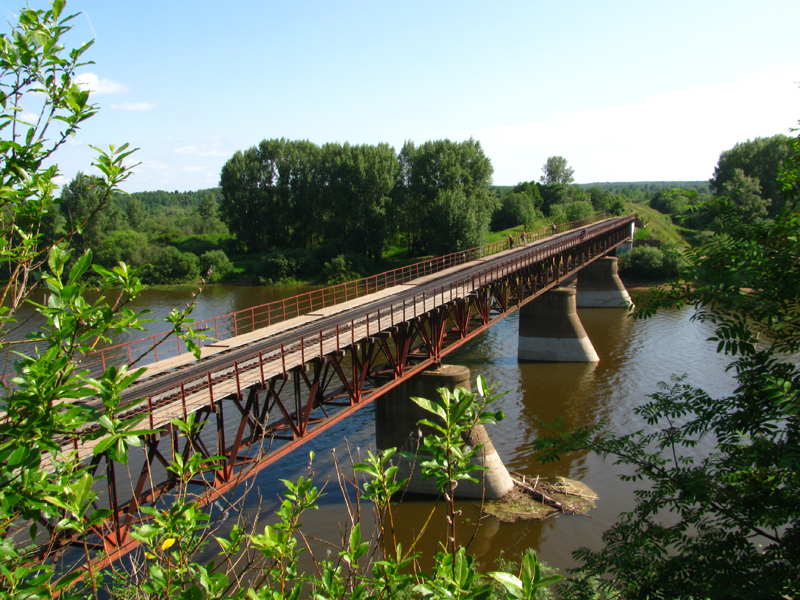
Мост Каринской УЖД через реку Чепцу.
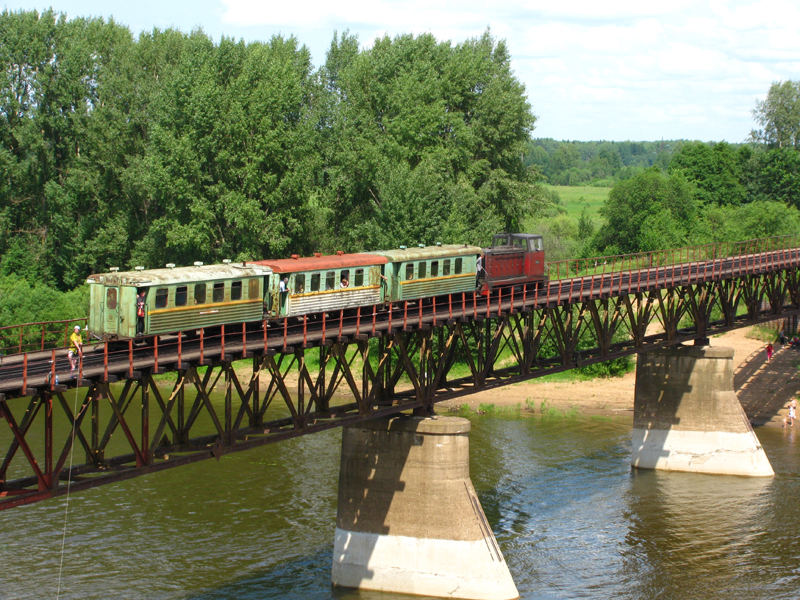
Пассажирский состав на мосту через реку Чепцу
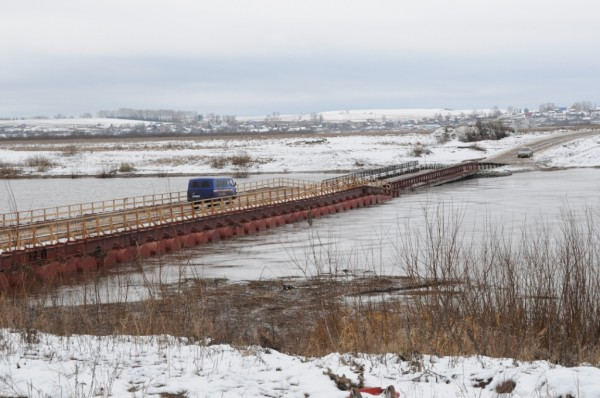
Понтонный мост через реку Чепцу
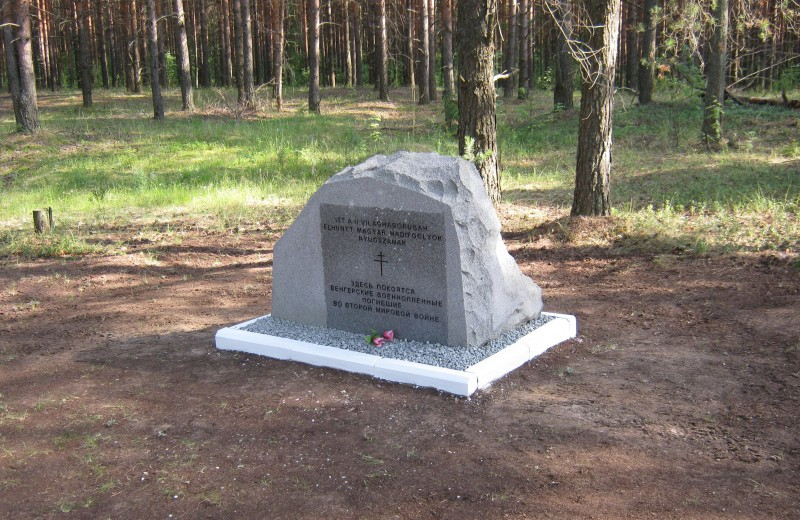
Мемориальный знак на захоронении венгерских военнопленных
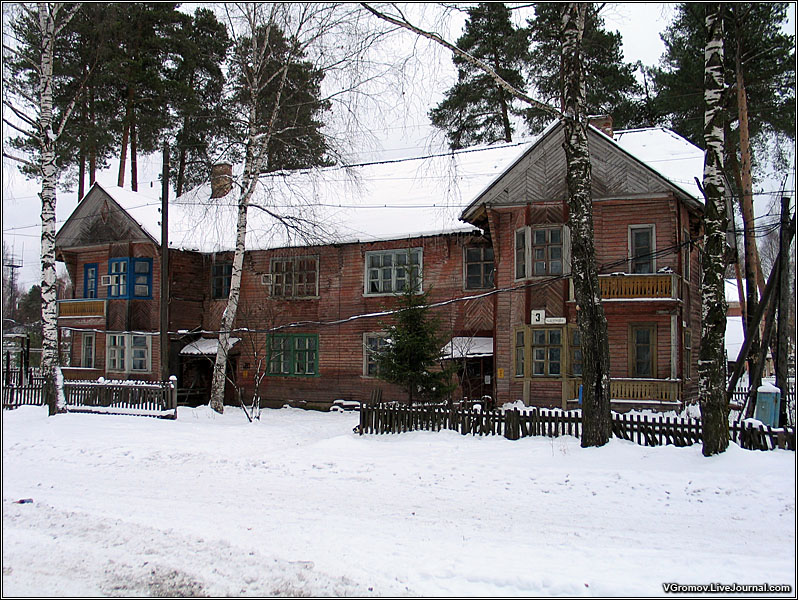
Жилой дом, построенный немецкими военнопленными